# Alapy János
Alapy János (Alapi János) (1720 körül  – Pest, 1778. február 16.) nagyváradi prépost-kanonok, dulcignói címzetes püspök és a Hétszemélyes Tábla bírája.

## Élete
Ősrégi horvát nemesi család magyarországi ágából származott. 1742. július 23-ától Egyházkarcsán, majd 1745. július 3-ától Nagyhinden volt plébános, utána 1749-től konzisztoriális ülnök és a nagyváradi papnevelde prefektusa volt. 1753. augusztus 4-én Forgách Pál nagyváradi kanonokká nevezte ki. 
Mária Terézia 1758. augusztus 18-án Alapy Jánost felmenőjének, Alapy Györgynek Buda vára felszabadítása körüli és saját érdemeiért váradi kispréposttá nevezte ki. A királyi tábla prelátusa volt, s egyúttal a püspöki helynöki tisztet is betöltötte. 1765. június 12-én a Hétszemélyes Tábla bírájává nevezték ki, június 25-én dulcinói választott püspök lett.
1758-ban az árvaságra jutott nemes ifjúság nevelésére 48 ezer forintos alapítványt tett, 1776-ban pedig felállította a nemes ifjak nevelőházát. A pálosok templomának kriptájában helyezték örök nyugalomra.

## Munkája
- Annus jubilaris, azaz… gróf Zichy Ferencz… győri püspöknek papi 50-ik örvendetes esztendeje. Győr, 1775.